# スヴェン・ゴドウィンソン
スヴェン・ゴドウィンソン (古英語 : Swegen Godƿinson , 1020年ごろ - 1052年) は、11世紀に活躍したアングロ・サクソン人大貴族ウェセックス伯ゴドウィンの長男。最後のアングロ・サクソン人イングランド王ハロルド・ゴドウィンソンの兄である。

## 若年期
1043年、若きスヴェンはグロスタシャー地方・ヘレフォードシャー地方・オックスフォードシャー地方・バークシャー地方、そしてサマセット地方を含む伯爵領を授けられた。彼は1044年には王室憲章に初めて名を連ねた。
そんなスヴェンは、このころ自身がクヌート大王の息子であると主張していたという証拠が残っている。彼の母親は憤慨し、スヴェンが自分の息子であることを示すために証人を召喚すらしたと伝わっている。

### ウェールズ
イングランド西部に領地を得たスヴェンは、隣接するウェールズ人の王国のグウィネズ王国との平和関係の締結を熱望し、グウィネズ国王のグリフィズ・アプ・サウェリン王と同盟を結んだ。この同盟はグリフィズ・アプ・サウェリン王にとっても利のある同盟であったとされ、スヴェンとの同盟により同じウェールズ人のライバルであるデハイバース王国の王グリフィズ・アプ・リゼリフ王に対して有利な立場に立つことができたという。サウェリン王と同盟を結んだスヴェンは、サウェリン王に対して支援を施し、1046年には王と共にデハイバース王国へ侵攻した。

## 亡命
デハイバース遠征からの帰還途中、スヴェンはレミンスター女子修道院の女子修道院長であるエアドギフを誘拐し、母国に連れて帰ったという。おそらくは彼女と結婚し、レミンスター地方における広大な領土を手に入れようとしたのであろう。スヴェンのこの行為を耳にしたイングランド王エドワード懺悔王は、スヴェンとエアドギフの結婚を認めず、エアドギフを修道院に送還させた。1047年後半、スヴェンはイングランドを抜け出し、フランドル伯ボードゥアン5世のもとに亡命した。
亡命生活を送るスヴェンは、イングランドからまずフランドルへと向かい、その後デンマークに亡命したのちに、1049年にイングランドに帰還して国王に謝罪の弁を述べた。彼はデンマークにて何らかの罪を犯し、追放されたようだ。スヴェンの弟ハロルド・ゴドウィンソンと従兄弟ビヨルン・エストリズソンは、初めはスヴェンのイングランド帰還に反対していたものの、最終的にビヨルンが折れ、スヴェンの帰還事業を支援することに同意したという。
スヴェンはイングランドに帰還してビヨルンと共にイングランド王に謁見したものの、なんとスヴェンは自分の帰還を支援してもらっていた従兄弟のビョルンを殺害した。そして彼はまたもや追放された。スヴェンは niðing（名誉のない男）と激しく糾弾され、イングランドから追放されたのだった。

### 免罪
激しく糾弾されたスヴェンだったが、彼は殺人という罪を犯したにもかかわらず免罪されたそうだ。そして続く1050年には伯爵の地位が回復された。これはスヴェンの父親ゴドウィン伯が国王に嘆願したことによる免罪だと主張する者もいれば、ヨーク大司教エルドレッドまたはウースター司教エルドレッド（聖地巡礼からイングランドに帰還する途中、フランドルにて亡命中のスヴェンに遭遇していた）らの嘆願に依る免罪だと主張する者もいる。

## 2度目の亡命
王からの赦免を受けたスヴェンであったが、再び亡命せざるを得ない状況に追い込まれた。父親のウェセックス伯ゴドウィンをはじめとするゴドウィン家一族とイングランド国王が対立し、一族皆が亡命に追い込まれたのだ。特にスヴェンは最も厳しい判決を受けたとされ、スヴェンは再びフランドルへ逃げ込んだ。その後スヴェンは二度とイングランドに戻ることはなかった。

### 聖地巡礼と死
2度目の亡命生活中、スヴェンは自身が侵した罪深い行為に苛まされ続けたとされ、悔い改めるためにエルサレムへの裸足での巡礼を行ったという。そして聖地からフランドルへ帰還する途中、殺害された。殺害された場所は文献によりまちまちである。
スヴェンにはハーコン・スヴェンソンという息子がおり、ハーコンは人質としてノルマンディー公国に留め置かれていたという。彼は1064年までにハロルド・ゴドウィンソンによってイングランドに連れ戻されたとされているが、ハーコンの素性についてはそれ以上何も分かっていない。
スヴェンの長きにわたる亡命生活と突然の死により、ゴドウィン家家長の座はハロルド・ゴドウィンソンに引き継がれた。

## 家系図
- クヌート大王の家系図

## 参照
1. ↑  Frank 1970, p. 74.
2. ↑  Barlow ed., Vita Ædwardi, pp. 7–8
3. 1 2 3  Ann Williams (2004). “Swein [Sweyn], earl”. Oxford Online Dictionary of National Biography
4. ↑  Codex diplomaticus aevi saxonici, IV:74
5. ↑  DeVries 1999, p. 108, note 114.
6. ↑  DeVries 1999, p. 109.
7. ↑  Anglo-Saxon Chronicle (C) 1046
8. ↑  DeVries 1999, pp. 110–111.
9. ↑  DeVries 1999, pp. 112–113.

## 文献
- Anglo-Saxon Chronicle
- Barlow, Frank (1970). Edward the Confessor. University of California Press
- Barlow, Frank, ed (1962). Vita Ædwardi Regis qui apud Westmonasterium requiescit: The Life of King Edward who rests at Westminster. London
- DeVries, Kelly (1999). The Norwegian Invasion of England in 1066. Boydell Press. pp. 108–114. ISBN 1-84383-027-2